# Pho mát Pimento
Trong các món ăn miền Nam Hoa Kỳ, phô mai pimento  là một loại thực phẩm dùng để phết lên món ăn (như bơ) hoặc là một loại gia vị được làm từ pho mát, sốt mayonnaise và pimentos. Thường được phết lên bánh mì, crackers và rau, hoặc được kẹp trong bánh mì. Sandwich phô mai pimento là món ăn đặc trưng tại giải golf chuyên nghiệp Masters Tournament.

## Khái quát
Công thức cơ bản chỉ bao gồm một vài nguyên liệu:  pho mát cheddar cắt nhọn hoặc pho mát processed (như Velveeta hay pho mát Mĩ), mayonnaise hoặc salad trộn, và pimentos, được trộn vào bột mịn hoặc bột cứng. Các nguyên liệu tại địa phương gồm có cream cheese, muối và tiêu, tương ớt phong cách Louisiana, sốt Worcestershire, ớt cayenne, paprika, jalapeños, hành củ, tỏi, và dưa chuột muối Pimento cheese đã được gọi là "pâté của miền nam", "trứng cá muối Carolina " và "trứng cá muối của miền Nam."
Pho mát Pimento được phết lên crackers hoặc cần tây,được múc lên corn chips hoặc tortilla chips, trộn lẫn với lòng đỏ trứng luộc nghiền, thêm vào bột hoặc nướng trên hamburgers hoặc hotdogs.
Sandwich pho mát pimento là một món ăn nhanh và rẻ, hoặc được phục vụ dưới dạng cocktail finger food (với lớp vỏ được cứng, trang trí với cải xoong, và được cắt thành hình tam giác) hoặc được cuộn lại và cắt thành hình pinwheels. Đây cũng là một món ăn nhẹ phổ biến ở Philippines, nơi nó được gọi là phô mai pimiento.

Bánh sandwich phô mai Pimento là một món đồ phổ biến tại Masters Tournament. Một cuộc tranh cãi nhỏ xảy ra vào năm 2013 khi Câu lạc bộ Golf Quốc gia Augusta (Augusta National Golf Club)chuyển đổi các nhà cung cấp thực phẩm cho Masters và nhà cung cấp mới không thể sử dụng công thức mà nhà cung cấp trước sử dụng, kết quả là bánh sandwich có hương vị khác biệt rõ rệt.

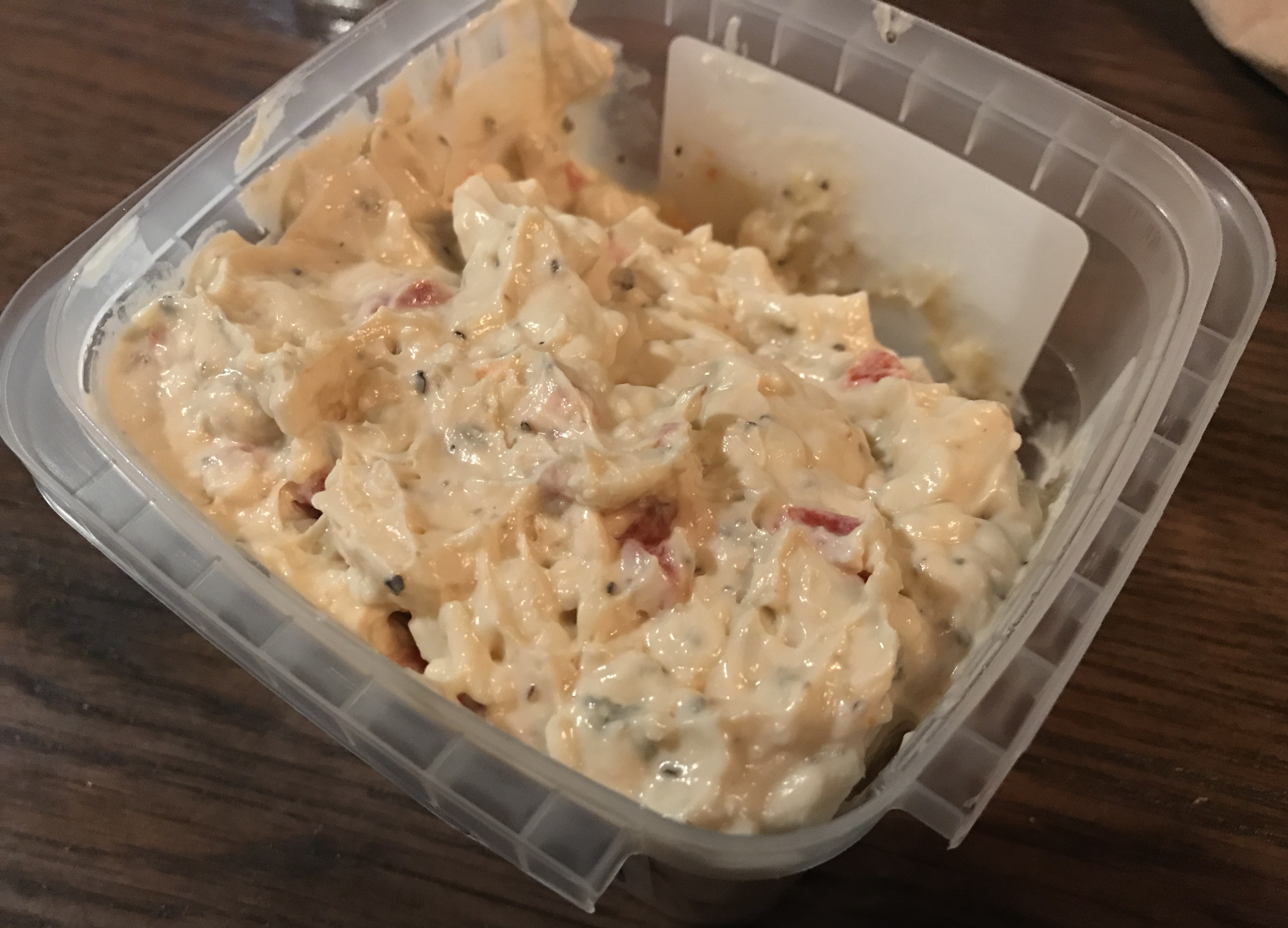
Close-up view of a commercial pimento cheese
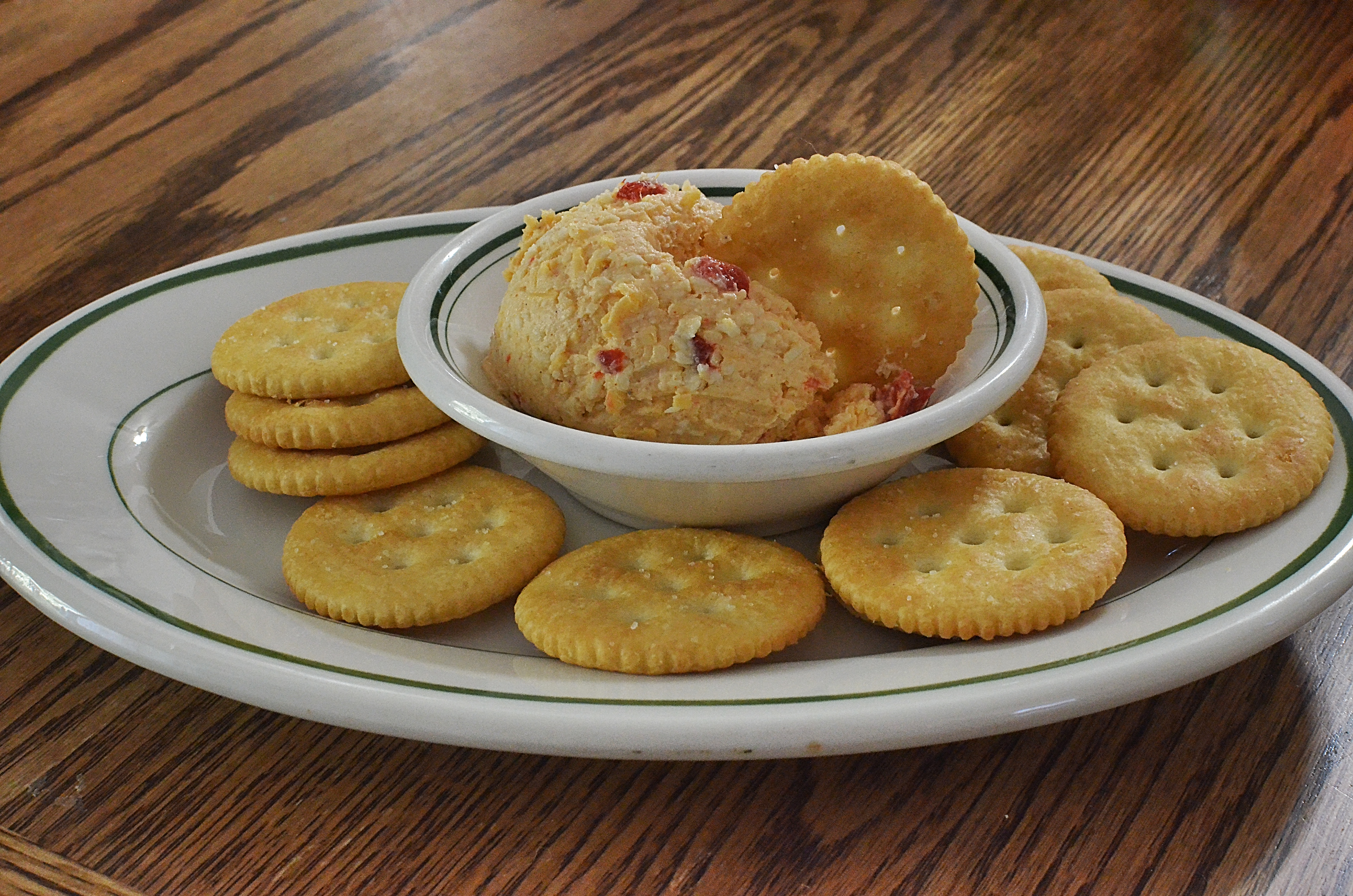
Homemade pimento cheese spread with crackers

## Trong các nền văn hóa khác
- Trong Better Call Saul Season 1 tập 9 có tiêu đề "Pimento" bởi vì fixer Mike Ehrmantraut mang bánh sandwich pho mát pimento đi làm công việc vệ sĩ thay vì vũ khí. Bằng cách giải thích, ông lặp lại câu châm ngôn rằng pimento là "trứng cá muối của miền Nam", mà Thomas Schnauz, tác gia của tập này, thừa nhận có nguồn gốc từ chính Wikipedia.[13]
- Trong tập Breaking Bad "Cornered" (các sự kiện diễn ra vài năm sau tập phim Better Call Saul) Mike cũng đã mời Jesse Pinkman một chiếc bánh sandwich phô mai pimento khi họ đang ở cùng nhau. Khi Breaking Bad vừa được viết, nó đã trở thành một phần của nhân vật Mike Ehrmantrautđược xây dựng trong Better Call Saul.